# Цариградска конференция на ВМРО (обединена) от 1930 година
Цариградската конференция на Вътрешната македонска революционна организация (обединена) от 1930 година е среща между групите на националреволюционерите и комунистите в организацията.
Конференцията е следствие на сблъсъка с комунистическото крило в организацията на Берлинската конференция, налагането от страна на комунистите на Димитър Влахов като член на Централния комитет и Задграничното представителство и националреволюционната конференция в Цариград от есента на 1929 г.
На срещата присъстват пълномощниците на Балканския революционен център и ВМРО (обединена) Владимир Поптомов и Йордан Анастасов заедно със запасните членове на Централния комитет Ризо Ризов и Димитър Арнаудов от една страна и от страна на националреволюционерите - Михаил Шкартов, Никола Гърнев Гавалянски и Михаил Герджиков. Постигнато е споразумение за обединяване върху платформата, статутите и резолюциите на организацията. И двете страни признават необходимостта от единен революционен фронт на национално потиснатите народи с революционното работничество и селячество на Балканите и с балканските комунистически партии. Комунистите отстъпват и включват в състава на Централния комитет Герджиков като член на Задграничното бюро и Шкартов като член на Временното ръководство в България.
След срещата обаче Герджиков не заминава за Берлин, където е ЦК на организацията, а се връща в България.